# Франческо II Аччайоли
Франческо II (Франко) Аччайоли (1430 — 1460) — прозванный Франко, последний герцог Афин. Он правил в 1454—1456 годах, после чего османы захватили его владения. Был сыном герцога Афин Антонио II и его жены Марии Зорци, дочери маркиза Бодоницы Николо III, и сестры Клары Зорци, жены Нерио II.

## Юность
Своё детство он провел заложником при дворе османского владыки, отправленный туда слабовольным дядей Нерио II. Он мечтал вернуться в Аттику, и завладеть герцогством, которым когда-то правил его отец.
И мечта его исполнилась. Франческо получил престол из рук турецкого султана после того, как Мехмед II отстранил от власти регентшу Клару Зорци с её мужем Бартоломео Контарини, и оставил маленького Франческо I при своем дворе. Такое решение Мехмеда подразумевало, что Франческо II будет править по его указке.

## Обретение власти
Новый герцог опасался мести лишенных власти Клары и Бартоломео, и потому приказал своим наёмникам убить герцогиню. Клара была убита в Мегарах, а Контарини обратился к султану с жалобой на герцога, требуя справедливости. Обращение Бартоломео султан расценил как предлог навсегда покончить с Афинским герцогством.

## Захват герцогства
В 1456 году султан ввел в Аттику войска под командованием полководца Тураханоглы Омер-бея. В короткий срок все Афинское герцогство было захвачено неприятелем. Когда турки вступили в Афины, герцог и его приближенные укрылись в Акрополе. Послы султана пытались путём мягких уговоров убедить Франческо сдать Акрополь, уверяя, что султан оставит ему во владение Беотию и Фивы. Осада этой твердыни продолжалась в течение двух лет, до июня 1458 года. Не устояв более, Франческо II вынужден был сдать Акрополь.
В цитадели утвердился Омер-паша, изгнав из Парфенона священников. Султан Мехмед II в августе лично прибыл в Афины. Он милостиво обошелся с Франческо, пожаловав ему Фивы, которыми он должен был править, как османский вассал. Мехмед уравнял в правах католических и православных священников, а многим знатным грекам оказал милости и освободил от налогов. Губернатором Афин был назначен Омер-паша.

## Смерть
В 1460 году султан получил известие через своих янычар, что Франческо Аччайоли готовит заговор и собирается вернуть себе власть в Афинах. Мехмед II вызвал бывшего герцога в Морею, где после изгнания деспота Фомы управлял османский губернатор Заганос-паша. Приняв у себя Франческо, губернатор пригласил его в свой шатер и до поздней ночи развлекался и пировал с ним. Утром Заганос-паша объявил Франческо¸ что пробил его последний час. Готовясь к смерти, свергнутый афинский герцог обратился к губернатору с последней просьбой — он хотел быть убит в своей походной палатке. Турецкий губернатор исполнил его желание.

## Семья
Франческо II был женат на Асении, дочери Деметрия Асеня, владетеля Коринфа. У него было трое сыновей — Гавриил, Матвей и Иаков. После смерти отца они были увезены в Константинополь, и по распоряжению султана поступили в корпус янычар. Герцогиня-вдова была принуждена стать женой одного трапезундского грека, Георгия Амируци, который предался Мехмеду и принял ислам. Единственная дочь герцога была отправлена в султанский гарем.
В 1460 году Парфенон был превращен в мусульманскую мечеть. Таков был конец Афинского герцогства.